# Малый Сепыч
Малый Сепыч — река в России, протекает по Верещагинскому району Пермского края. Длина реки составляет 16 км.
Начинается вблизи границы с Удмуртией, к северо-востоку от Кулиги. Течёт на восток через Копковский лес, село Соколово, деревни Трошата и Якимята. Устье реки находится в 31 км по правому берегу реки Сепыч напротив деревни Мальковка. В Соколове на реке расположен пруд.
Основные притоки — Нижний Сепыч, Тарасовка и Кунаровка все впадают справа.

## Данные водного реестра
По данным государственного водного реестра России относится к Камскому бассейновому округу, водохозяйственный участок реки — Кама от города Березники до Камского гидроузла, без реки Косьва (от истока до Широковского гидроузла), Чусовая и Сылва, речной подбассейн реки — бассейны притоков Камы до впадения Белой. Речной бассейн реки — Кама.
Код объекта в государственном водном реестре — 10010100912111100009509.